# Classe sociale

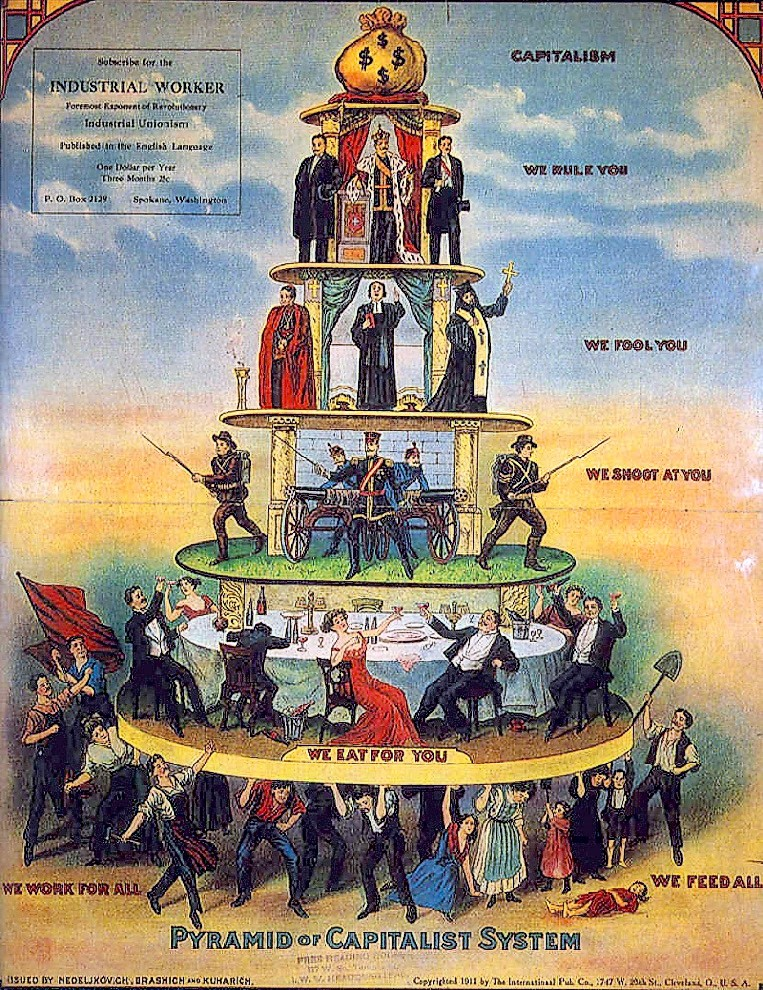
Una pubblicazione dellIndustrial Workers of the World del 1911 che sostiene l'unionismo industriale basato sulla critica al capitalismo.

Una classe sociale è un'aggregazione di individui all'interno di una stratificazione sociale gerarchica, o di una qualsiasi popolazione.
È individuata come un gruppo omogeneo di individui, sia da un punto di vista economico (lavoro, casa, vestiario), sia sul versante culturale (livello di istruzione, titolo di studi, cultura generale).
Il concetto di classe nella sociologia, comunque centrale, è di varia definizione a seconda degli autori. Semplificando, abitualmente un gruppo di persone che si trova in una posizione simile nell'ambito della struttura governata dalle relazioni economiche e politiche di una società, viene a formare una classe sociale. A volte il termine viene usato impropriamente come sinonimo di status sociale.
Una famosa definizione di classe sociale è quella marxiana, in cui si intende per classe un insieme di individui che hanno lo stesso posto nella produzione sociale e in conseguenza lo stesso rapporto con i mezzi della produzione. Nella successiva tradizione marxista, al concetto di classe si legano la coscienza di classe e la lotta di classe.

## Storia
Presso i Sumeri la popolazione era divisa in classi sociali, che erano in ordine di importanza: sacerdoti e i funzionari detentori del potere; mercanti e degli artigiani; contadini e pastori, che costituivano la maggior parte della popolazione e non avevano peso politico; da ultimo, gli schiavi.
Nell'antica Grecia, intorno al VI secolo a.C. si annoverarono dalle tre alle quattro classi stabilite in base al censo, che Platone individuò nei governanti o filosofi, nei guerrieri e negli agricoltori. Adam Smith suddivise la società in due classi, quella dei poveri e quella lavoratrice, mentre Marx si soffermò sul rapporto con i mezzi di produzione, da cui emersero due classi conflittuali, i proprietari del capitale e quelli della forza lavoro. Nel Novecento i sociologi, accorgendosi della continua mobilità sociale, della variabilità del sistema economico e della scolarizzazione estesa, hanno compreso che i confini tra le classi sono sempre più sfumati, al punto da stratificare le classi al loro interno.
Ralf Dahrendorf postulò l'esistenza di classi sulla base dei rapporti di autorità anziché su quella dei rapporti lavorativi, trasformando il concetto di raggruppamenti economici in stratificazioni sociali con al proprio interno nuove pluralità di strati. Da questo punto di vista, quindi, il concetto ottocentesco di classe può essere visto come anacronistico, considerando però che nuove forme di conflitto sociale hanno preso il posto dei conflitti di classe, inoltre risulta ormai lecito non associare esclusivamente il concetto di classe con la proprietà dei mezzi di produzione, dato che gli elementi costitutivi della complicata organizzazione sociale sono variabili nel tempo.

## Tipologia e teorie
Per Max Weber, la classe è connessa a tre dimensioni: la ricchezza, il prestigio ed il potere. A queste discriminanti weberiane possiamo aggiungere anche lo stile di vita, l'istruzione, l'educazione. Questo sistema multidimensionale permette maggiore flessibilità ed efficacia nella comprensione della stratificazione sociale, anche nelle società più complesse. Due sono le teorie dominanti utilizzate per lo studio e l'analisi delle classi sociali: la prima è quella marxista, la seconda è quella funzionalista.
Un individuo può avere un livello medio-alto di prestigio sociale e relativamente poca ricchezza. Basti pensare ai ricercatori universitari: possono guadagnare molto meno di un altro individuo con un'occupazione ed un relativo status sociale molto più basso. Così come persone ad altissimo prestigio (basti pensare alle massime cariche dello stato) hanno meno ricchezza di un cantante, che pure ha uno status sociale più basso. È bene precisare che, tra le tre dimensioni, la ricchezza è la più rara e preziosa. Infatti è l'unica che generalmente può essere utilizzata per guadagnare punti nelle altre dimensioni.
Alcuni autori (Clark e Lipset 1991, Pakulski e Waters 1966) hanno ipotizzato che nelle odierne società moderne post-industriali è difficile stabilire criteri (Erik Olin Wright) euristicamente validi per la teorizzazione e l'individuazione delle classi. Si tende quindi ad adottare il termine ceto sociale, che è meno forte e caratterizzante di quello di classe. Per esempio è molto usata la dizione ceto medio.
Analisi e studi sociologici più recenti hanno invece rilevato come anche nelle società moderne siano ben presenti le classi sociali e che la mobilità sociale reale sia così esigua da poter essere considerata una semplice credenza.
La lotta di classe intesa come lotta di emancipazione della classe operaia che ha caratterizzato l'avvento delle società industriali, secondo altri autori è stata sostituita dalla lotta di classe del ceto elevato transnazionale per la difesa dei propri interessi e privilegi.
Con la globalizzazione stanno emergendo delle classi globali che travalicano i confini nazionali.